# Candidplatz (metropolitana di Monaco di Baviera)
Candidplatz è una stazione di metropolitana di Monaco di Baviera nel quartiere di Giesing inaugurata l'8 novembre 1997. Vi ci passa la linea 1.
Porta il nome del pittore fiammingo rinascimentale Pieter de Witte chiamato Candid che trascorse l'ultima parte della sua vita a Monaco.